# Новоолександрівська сільська рада (Великобурлуцький район)
Новоолекса́ндрівська сільська́ ра́да — адміністративно-територіальна одиниця та орган місцевого самоврядування в Великобурлуцькому районі Харківської області. Адміністративний центр — село Нова Олександрівка.

## Загальні відомості
- Новоолександрівська сільська рада утворена в 1993 році.
- Територія ради: 46,65 км²
- Населення ради: 673 особи (станом на 2001 рік)

## Населені пункти
Сільській раді підпорядковані населені пункти:
- с. Нова Олександрівка
- с. Красне
- с. Лозове
- с. Полковниче
- с. Шевченкове

## Склад ради
Рада складається з 16 депутатів та голови.
- Голова ради: Маренич Віра Василівна
- Секретар ради: Маренич Наталя Михайлівна

### Керівний склад попередніх скликань
| Прізвище, ім'я, по батькові | Основні відомості                                                                      | Дата обрання | Дата звільнення |
| --------------------------- | -------------------------------------------------------------------------------------- | ------------ | --------------- |
| Зубко Надія Іванівна        | Сільський голова, 1956 року народження, позапартійна                                   | 26.03.2006   | 31.10.2010      |
| Маренич Віра Василівна      | Сільський голова, 1956 року народження, освіта вища, член Комуністичної партії України | 31.10.2010   |                 |

Примітка: таблиця складена за даними сайту Верховної Ради України

### Депутати
За результатами місцевих виборів 2010 року депутатами ради стали:

#### За суб'єктами висування
| Суб'єкт висування                                       | Кількість обраних депутатів | %    |
| ------------------------------------------------------- | --------------------------- | ---- |
| Партія регіонів                                         | 6                           | 37,5 |
| Народна партія                                          | 4                           | 25   |
| Самовисування                                           | 4                           | 25   |
| Політична партія Всеукраїнське об'єднання «Батьківщина» | 1                           | 6,3  |
| Політична партія «Сильна Україна»                       | 1                           | 6,3  |

#### За округами
| № округу                                                | Прізвище, ім'я, по батькові    | Дата визнання обраним | Освіта             | Партійна приналежність                        | Відомості про обраного депутата                                                                      |
| ------------------------------------------------------- | ------------------------------ | --------------------- | ------------------ | --------------------------------------------- | --- |
| Народна Партія                                          |                                |                       |                    |                                               | |
| 5                                                       | Чугаєва Наталія Іванівна       | 01.11.2010            | середня спеціальна | позапартійна                                  | тимчасово не працює                                                                                  |
| 6                                                       | Марченко Анатолій Анатолійович | 01.11.2010            | середня спеціальна | позапартійний                                 | підприємець, керівник                                                                                |
| 10                                                      | Маренич Вадим Миколайович      | 01.11.2010            | середня            | позапартійний                                 | підприємець, керівник                                                                                |
| 11                                                      | Маренич Олена Михайлівна       | 01.11.2010            | середня            | позапартійна                                  | підприємець, керівник                                                                                |
| Партія регіонів                                         |                                |                       |                    |                                               | |
| 2                                                       | Зубко Світлана Андріївна       | 01.11.2010            | середня спеціальна | член Партії регіонів                          | тимчасово не працює                                                                                  |
| 3                                                       | Жебчук Надія Іванівна          | 01.11.2010            | середня спеціальна | член Партії регіонів                          | Великобурлуцький територіальний центр зайнятості, соц. працівник                                     |
| 4                                                       | Титаренко Олена Володимирівна  | 01.11.2010            | середня            | член Партії регіонів                          | тимчасово не працює                                                                                  |
| 7                                                       | Мельник Наталія Олексіївна     | 01.11.2010            | середня спеціальна | член Партії регіонів                          | Новоолександрівська сільська бібліотека, бібліотекар                                                 |
| 13                                                      | Фисун Лідія Дмитрівна          | 01.11.2010            | середня спеціальна | член Партії регіонів                          | Новоолександрівська с/рада, головний бухгалтер                                                       |
| 14                                                      | Лисицька Валентина Іванівна    | 01.11.2010            | середня спеціальна | член Партії регіонів                          | Новоолександрівська с/рада, секретар                                                                 |
| Політична партія Всеукраїнське об'єднання «Батьківщина» |                                |                       |                    |                                               | |
| 9                                                       | Гриценко Тетяна Миколаївна     | 01.11.2010            | середня            | член Всеукраїнського об'єднання «Батьківщина» | тимчасово не працює                                                                                  |
| Політична партія «Сильна Україна»                       |                                |                       |                    |                                               | |
| 8                                                       | Шпитальна Тетяна Іванівна      | 01.11.2010            | середня            | член Політичної партії «Сильна Україна»       | Новоолександрівська загальноосвітня школа I-III ст., зав.господарства                                |
| Самовисування                                           |                                |                       |                    |                                               | |
| 1                                                       | Маренич Микола Іванович        | 01.11.2010            | середня спеціальна | член Комуністичної партії України             | Новоолександрівська с/рада, зав. Будинком культури                                                   |
| 12                                                      | Шпитальний Костянтин Іванович  | 01.11.2010            | середня спеціальна | позапартійний                                 | Новоолександрівська загальноосвітня школа I-III ст., робітник по ремонту                             |
| 15                                                      | Маренич Наталя Михайлівна      | 01.11.2010            | середня спеціальна | позапартійна                                  | Новоолександрівське поштове відділення, начальник відділення поштового зв'язку                       |
| 16                                                      | Паніна Марія Іванівна          | 01.11.2010            | вища               | позапартійна                                  | Новоолександрівська загальноосвітня школа I-III ст., заступник директора з навчально виховної роботи |